# Кононенко, Моисей Степанович
Моисе́й Степа́нович Кононе́нко (1864 — 14 июня 1922) — украинский писатель-самоучка, из крестьян.

## Биография
Начал свою деятельность поэмой «Нещасне кохання» (Киев, 1883), за которой последовал сборник его стихотворений «Ліра» (ib., 1885); позже Кононенко печатал свои стихотворения (частью под псевдонимом М. Школиченко) в галицких журналах «Правда», «Зоря», «Дзвінок» и др., а в России издал отдельно сказки в стихах: «З Богом не змагайсь» и «Москаль, змій та царівна». Его рассказы — «Злодій», «Вихристка», «Ратуй» (1892) — и повести «Між народ» (1894) и «На селі» (1898) напечатаны в Галиции.